# Tchaikovsky (película)
Tchaikovsky (en ruso, Чайковский) una película histórica soviética de 1970 dirigida por Ígor Talankin. Fue protagonizada por Innokenti Smoktunovski en el papel del famoso compositor ruso Piotr Ilich Chaikovski. Fue nominada al Óscar a la mejor banda sonora original y al de la mejor película de habla no inglesa.

## Argumento
Esta película representa muchos momentos de la vida de Piotr Ilich Chaikovski que ilustran mejor el tono de su existencia como compositor. Da una gran importancia al sufrimiento causado por la marcha de su madre cuando era muy joven. La secuencia que la ilustra al principio de la película se repite al final. Se habla de su amistad, pero también sus desavenencias con Nikolái Rubinstein, que, aún ser un amigo útil en alguna ocasión, se niega a interpretar su primer concierto de piano y después se convierte en uno de sus mejores seguidores e intérpretes cuando Chaikovski triunfe internacionalmente. Otro amigos es su mayordomo Aliosha, cuando lo salva de un intento de suicidio y lo acompaña a todos los sitios. Su fidelidad y su propio sacrificio son notables; escucha las confidencias de su amo, da su opinión si se la pide y se va cuando conviene.
También muestra sus relaciones con la baronesa Nadezhda von Meck, que le fue fiel durante mucho tiempo, le ayuda económicamente, lo defiende y le da cobijo durante su depresión. Por otro lado, vemos el matrimonio desgraciado y después su divorcio con Antonina Miliukova, una persona de reacciones primarias que despiertan su consternación y causan la chanza en los círculos aristocráticos que frecuenta. Fue a París, donde conoció Iván Turguénev y al crítico Herman Laroche, que no le apreció lo suficiente, en la Universidad de Cambridge cuando recibió la distinción de doctor honoris causa el 1893. El triunfo no lo consuela por la ruptura con la baronesa.

## Reparto
- Innokenti Smoktunovski como Piotr Ilich Chaikovski
- Antonina Shuránova como Nadezhda von Meck
- Kiril Lavrov como Władysław Pachulski
- Vladislav Strzhélchik como Nikolái Rubinstein
- Yevgueni Leónov como Aliosha
- Maya Plisétskaya como Désirée Artôt
- Bruno Freindlich como Iván Turguénev
- Alla Demídova como Yulia von Meck
- Yevgueni Yevstignéiev como Herman Laroche
- Nina Agápova como una invitada
- María Vinográdova como una mujer llamando a la policía
- Nikolái Trofímov como jefe de policía

## Premios y distinciones
Premios Óscar
| Año  | Categoría                          | Personas        | Resultado |
| ---- | ---------------------------------- | --------------- | --------- |
| 1972 | Mejor banda sonora original        | Dimitri Tiomkin | Nominado  |
| 1972 | Mejor película de habla no inglesa | Ígor Talankin   | Nominado  |

Festival Internacional de Cine de San Sebastián
| Año  | Categoría                      | Galardonado            | Resultado |
| ---- | ------------------------------ | ---------------------- | --------- |
| 1970 | Concha de Plata al mejor actor | Innokenti Smoktunovski | Ganador   |
| 1970 | Mención especial del Jurado    | Ígor Talankin          | Ganador   |